# Liste des rois du Gondor

L'arbre blanc et les sept étoiles surmontés de la couronne ailée : l'emblème des rois du Gondor.

Voici la liste des rois du Gondor, pays de la Terre du Milieu de J. R. R. Tolkien. Entre parenthèses, les dates de naissance et de décès. La majeure partie des informations données dans cet article proviennent de l'Appendice A au Seigneur des anneaux.

## Liste des rois
| Rang | Nom                              | Vie                                    | Règne                                       | Notes |
| --- | -------------------------------- | -------------------------------------- | ------------------------------------------- | --- |
| 1 | Elendil                          | 3119 - 3441 S.A.                       | 3320 S.A. - 3441 S.A.                       | Le royaume du Gondor fut fondé en l'an 3320 du Second Âge par Isildur et Anárion, fils d'Elendil. Ils restaient vassaux de leur père Elendil, qui avait lui-même créé, au nord, le royaume d'Arnor. Les deux royaumes en Exil étaient donc théoriquement unis sous un seul souverain. |
| 2 | Isildur et Anárion               | 3209 S.A. - 2 T.A. et 3219 - 3440 S.A. | 3320 S.A. - 2 T.A. et 3320 S.A. - 3441 S.A. | Elendil et Anárion périrent tous deux lors de la guerre de la Dernière Alliance, et Isildur se retrouva donc à la tête des deux royaumes. Il passa la première année du Troisième Âge à établir les frontières du Gondor, puis il nomma son neveu Meneldil roi du Gondor et prit la route de l'Arnor, désireux de revoir sa femme qu'il avait laissée à Imladris. Une bande d'Orques attaqua sa petite troupe dans les Champs d'Iris, et les Dúnedain furent massacrés, dont les trois fils ainés d'Isildur. Isildur tenta de fuir, mais il fut tué lui aussi et perdit l'Anneau Unique dans l'Anduin. |
| 3 | Meneldil                         | 3318 S.A. - 158 T.A.                   | 2 - 158 T.A.                                | Meneldil était le quatrième fils d'Anárion, et il fut le dernier homme né sur l'île de Númenor. |
| 4 | Cemendur                         | 3399 S.A. - 238 T.A.                   | 158 - 238                                   | |
| 5 | Eärendil                         | 48 - 324 T.A.                          | 238 - 324                                   | |
| 6 | Anardil                          | 136 - 411                              | 324 - 411                                   | |
| 7 | Ostoher                          | 222 - 492                              | 411 - 492                                   | En 420, Ostoher reconstruisit et agrandit Minas Anor, qui devint la résidence d'été des rois. En 490 eurent lieu les premières attaques des Orientaux contre le Gondor. |
| 8 | Tarostar dit Rómendacil Ier      | 310 - 541                              | 492 - 541                                   | En 500 T.A., Tarostar remporta une grande victoire sur les Orientaux et prit le nom de Rómendacil, « Vainqueur de l'Est ». Il fut tué au combat face à ces mêmes Orientaux. Il créa la fonction d'Intendant. |
| 9 | Turambar                         | 397 - 667                              | 541 - 667                                   | Turambar vengea son père et conquit le Rhovanion, portant la frontière orientale du Gondor à la mer de Rhûn. |
| 10 | Atanatar Ier                     | 480 - 748                              | 667 - 748                                   | |
| 11 | Siriondil                        | 570 - 830                              | 748 - 830                                   | |
| 12 | Tarannon dit Falastur            | 654 - 913                              | 830 - 913                                   | Tarannon, surnommé Falastur, « Seigneur des Côtes » fut le premier Roi-navigateur du Gondor. Il fut aussi l'époux de la maléfique reine Berúthiel. Il mourut sans enfants. Lui succéda le fils de son frère Tarciryan : Eärnil. |
| 13 | Eärnil Ier                       | 736 - 936                              | 913 - 936                                   | En 933, Eärnil reconstruisit Pelargir et s'empara de l'Umbar. Il fut perdu en mer au cours d'une grande tempête au large de l'Umbar. |
| 14 | Ciryandil                        | 820 - 1015                             | 936 - 1015                                  | Ciryandil fut tué par les Haradrim qui assiégeaient l'Umbar. |
| 15 | Cyriahir dit Hyarmendacil Ier    | 899 - 1149                             | 1015 - 1149                                 | Ciryahir vengea son père et vassalisa le Harad en 1050, prenant le nom de Hyarmendacil (« Vainqueur du Sud »). C'est l'apogée du royaume du Gondor. |
| 16 | Atanatar II                      | 977 - 1226                             | 1149 - 1226                                 | Atanatar II, surnommé Alcarin, « le Glorieux », ne fit rien pour accroître la puissance du Gondor, mais vécut dans le luxe. |
| 17 | Narmacil Ier                     | 1049 - 1294                            | 1226 - 1294                                 | Narmacil Ier mourut sans enfants. Lui succéda son frère Calmacil. |
| 18 | Calmacil                         | 1058 - 1304                            | 1294 - 1304                                 | |
| 19 | Minalcar dit Rómendacil II       | 1126 - 1366                            | 1304 - 1366                                 | En 1240, Minalcar fut nommé Régent du Gondor par son oncle Narmacil Ier, qui désirait s'affranchir de ses tâches royales. En 1248, il remporta une grande victoire sur les Orientaux et prit le nom de Rómendacil II. Il fortifia la frontière orientale du Gondor le long de l'Anduin jusqu'à son confluent avec la Limeclaire (où il fit bâtir les deux colossales statues de l'Argonath). Il s'allia aux Hommes du Nord du Rhovanion, envoyant son fils Valacar chez eux en ambassadeur. |
| 20 | Valacar                          | 1194 - 1432                            | 1366 - 1432                                 | Valacar épousa Vidumavi, la fille du roi Vidugavia des Hommes du Nord. À sa mort éclata une guerre civile, la Lutte Fratricide, car certains ne voulaient pas que son fils Eldacar, qui avait du sang d'Homme du Nord dans les veines, devînt roi du Gondor. |
| 21 | Vinitharya dit Eldacar           | 1255 - ...                             | 1432 - 1437                                 | En 1437, il fut détrôné par son cousin Castamir et s'enfuit en Rhovanion. Lors de cette guerre, Osgiliath subit de nombreux dommages et son palantír fut perdu dans l'Anduin. |
| 22 | Castamir                         | 1259 - 1447                            | 1437 - 1447                                 | Castamir, surnommé « l'Usurpateur » s'empara du trône d'Eldacar. Il fut vaincu et tué à la bataille des Gués de l'Erui en 1447. Ses fils et ses partisans s'enfuirent et s'emparèrent de l'Umbar, qui devint un royaume indépendant, ennemi du Gondor. |
| 21 | Eldacar                          | ... - 1490                             | 1447 - 1490                                 | (restauré) |
| 23 | Aldamir                          | 1330 - 1540                            | 1490 - 1540                                 | Second fils d'Eldacar. Son frère aîné, Ornendil, avait été tué par Castamir en 1446. Il fut tué lors d'une guerre contre le Harad et l'Umbar. |
| 24 | Vinyarion dit Hyarmendacil II    | 1391 - 1621                            | 1540 - 1621                                 | En 1551, Vinyarion vainquit les Haradrim et prit le nom de Hyarmendacil II. |
| 25 | Minardil                         | 1454 - 1634                            | 1621 - 1634                                 | Tué lors d'un raid des pirates d'Umbar mené par les arrière-petits-fils de Castamir, Angamaitë et Sangahyando. |
| 26 | Telemnar                         | 1516 - 1636                            | 1634 - 1636                                 | Tué, ainsi que tous ses enfants, par la Grande Peste. Lui succéda le fils de son frère Minastan, Tarondor. |
| 27 | Tarondor                         | 1577 - 1798                            | 1636 - 1798                                 | Il déplaça la capitale du Gondor à Minas Anor, où il replanta une pousse de l'Arbre blanc. Son règne fut le plus long de tous les rois du Gondor (162 ans). |
| 28 | Telumehtar dit Umbardacil        | 1632 - 1850                            | 1798 - 1850                                 | En 1810, Telumehtar reconquit l'Umbar, prenant le surnom d'Umbardacil (« Vainqueur de l'Umbar »). |
| 29 | Narmacil II                      | 1684 - 1856                            | 1850 - 1856                                 | En 1850 eurent lieu les premières invasions des Gens-des-Chariots. Ceux-ci vainquirent les armées du Gondor lors de la bataille des Plaines, durant laquelle Narmacil II fut tué. |
| 30 | Calimehtar                       | 1736 - 1936                            | 1856 - 1936                                 | Calimehtar vengea son père en remportant une grande victoire sur les Gens-des-Chariots dans la plaine de Dagorlad (1899). En 1900, il bâtit la Tour Blanche de Minas Anor. |
| 31 | Ondoher                          | 1787 - 1944                            | 1936 - 1944                                 | Sa fille Fíriel épousa en 1940 Arvedui, l'héritier du trône d'Arthedain. Quatre ans plus tard, le Gondor dut subir une attaque concertée des Gens-des-Chariots au nord-est et des Haradrim au sud-est. Ondoher et ses deux fils, Artamir et Faramir, furent tués au nord en combattant les Gens-des-Chariots, tandis qu'au sud, le général Eärnil remportait une victoire écrasante sur les Haradrim. Eärnil emmena ses armées dans le nord et détruisit définitivement les Gens-des-Chariots lors de la bataille du Camp.                                                                             |
| Interrègne | Interrègne                       | Interrègne                             | 1944 - 1945                                 | La mort d'Ondoher entraîna une querelle de succession entre Arvedui, époux de la fille du roi défunt, et Eärnil, cousin éloigné d'Ondoher. Finalement, les Grands du Gondor accordèrent la couronne à ce dernier, auréolé du prestige de sa victoire face aux Gens-des-Chariots, et descendant d'Anárion, à la différence d'Arvedui. Pendant l'interrègne, l'Intendant Pelendur (1879 - 1998) assura la régence du royaume. |
| 32 | Eärnil II                        | 1883 - 2043                            | 1945 - 2043                                 | Il était le fils de Siriondil, fils de Calimmacil, fils d'Arciryas, frère de Narmacil II. En 1974, il envoya des troupes au secours de l'Arthedain envahi par les armées d'Angmar. Celles-ci arrivèrent trop tard pour empêcher la chute du royaume mais chassèrent le Roi-Sorcier. Celui-ci revint au Mordor et, en 2002, lui et les huit autres Nazgûl firent tomber Minas Ithil, qui devint Minas Morgul. |
| 33 | Eärnur                           | 1928 - 2050                            | 2043 - 2050                                 | Lorsqu'il devint roi, le Roi-Sorcier lui lança un défi, et seul l'Intendant Mardil parvint à empêcher Eärnur de le relever. Sept ans plus tard, le Nazgûl revint à la charge, et Eärnur décida de relever le défi : il partit avec quelques compagnons à Minas Morgul, et nul ne le revit jamais. |
| Eärnur n'avait pas d'héritier direct. De plus, pendant la Lutte Fratricide, la plupart des membres de la famille royale avaient été exterminés, et les derniers cousins qui restaient à Eärnur étaient soit très éloignés, soit très contestés, et aucun d'entre eux ne réclama la royauté. Tous avaient encore à l'esprit les atrocités de la Lutte Fratricide, où le Gondor avait failli disparaître. Certes, la lignée d'Isildur persistait toujours en Eriador, mais si affaiblie qu'elle n'était guère à même de revendiquer la couronne. L'Intendant Mardil continua donc à exercer le pouvoir au nom du Roi, en attendant son retour auquel bien peu croyaient. |                                  |                                        |                                             | |
| 34 | Aragorn II dit Elessar Telcontar | 2931 T.A. - 120 Q.A.                   | 3019 T.A. - 120 Q.A.                        | Plus connu sous le nom d'Aragorn. Héritier d'Isildur, descendant en ligne directe d'Arvedui et de Fíriel, fille d'Ondoher. Il descendait donc à la fois d'Isildur et d'Anárion et pouvait prétendre à la couronne du Gondor, ce qu'il fit après la Guerre de l'Anneau et la défaite de Sauron. Il régna sur l'Arnor et le Gondor, et son royaume prit le nom de Royaume réunifié, en référence à l'époque où les deux royaumes étaient unis sous Elendil. Son règne fut une nouvelle ère de prospérité pour la Terre du Milieu. Il se maria avec Arwen Undómiel, fille d'Elrond.                       |
| 35 | Eldarion                         | ... - 220 Q.A.                         | 120 Q.A. - 220 Q.A.                         | Fils d'Elessar et d'Arwen, il succéda à son père en l'an 120 du Quatrième Âge. |